# (6783) Gulyaev
(6783) Gulyaev est un astéroïde de la ceinture principale.

## Description
(6783) Gulyaev est un astéroïde de la ceinture principale. Il fut découvert le 24 septembre 1990 à Nauchnyj par Lioudmila Tchernykh. Il présente une orbite caractérisée par un demi-grand axe de 2,77 UA, une excentricité de 0,14 et une inclinaison de 10,4° par rapport à l'écliptique.

## Compléments